# Jean Kluger
Jean Kluger (nacido como Joseph Jean Kluger) es un artista belga, productor y compositor musical.
Su carrera comenzó en 1957, trabajando para la empresa de su padre, la World Music. Escribió ampliamente para los mercados de la música pop francés y alemán, incluyendo canciones de Dalida, Will Tura, Ringo y Petula Clark. Él estableció la compañía de Jean Kluger S.A. en 1963.
Kluger ha compuesto música para numerosas bandas desde principios de 1970, incluyendo Bananarama, Gibson Brothers, Ottawan, Sheila B., y ha colaborado con muchos otros productores, especialmente Daniel Vangarde.